# اندیس سرمه کوه
سرمه کوه یک اندیس فلزی است که در حوالی شهر ساری استان مازندران قرار دارد و مادهٔ معدنی موجود در آن، سرب و روی است.  